# Narzym

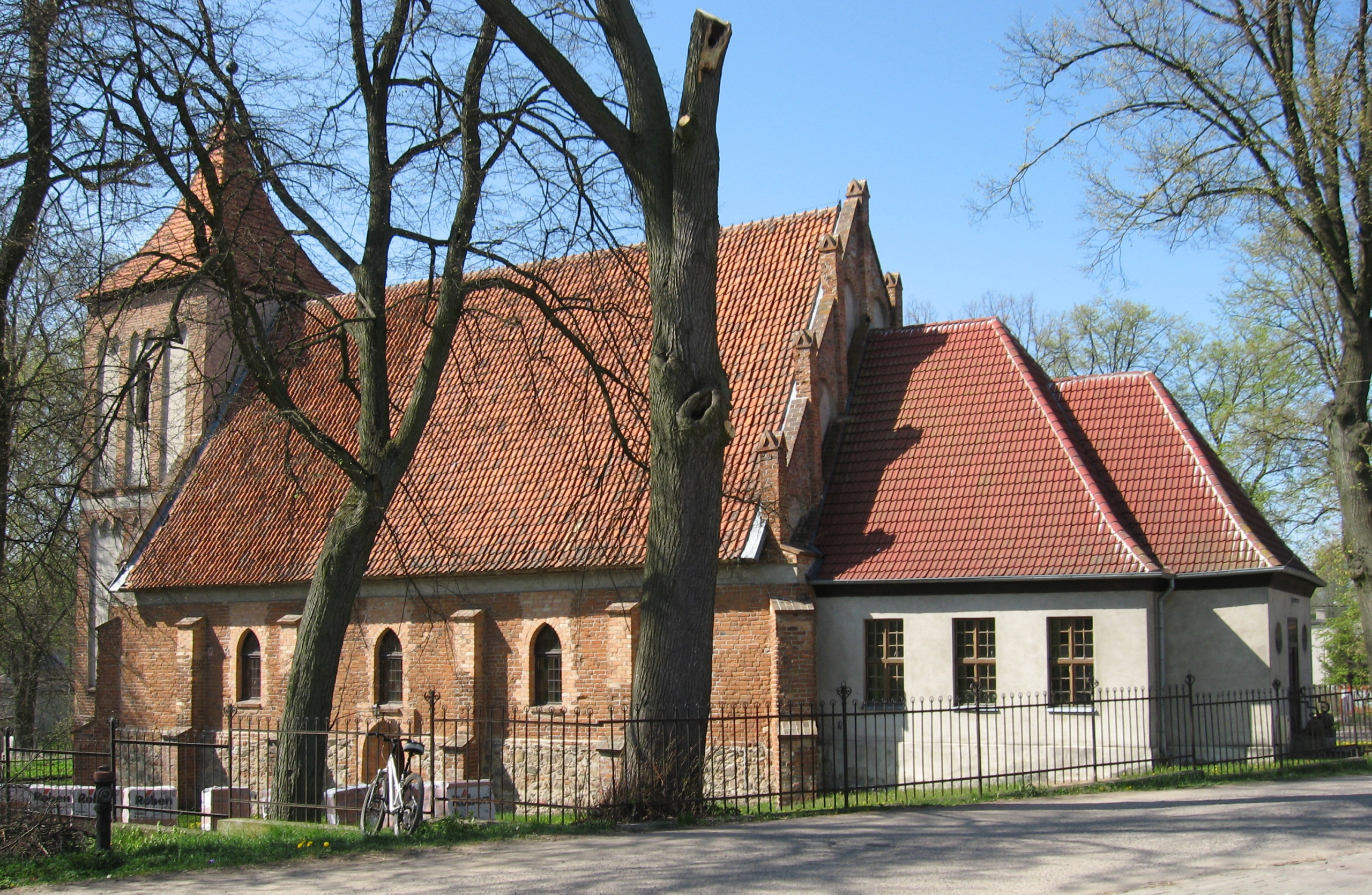
Kościół (XV w.) św. Jana Chrzciciela – widok od strony południowej

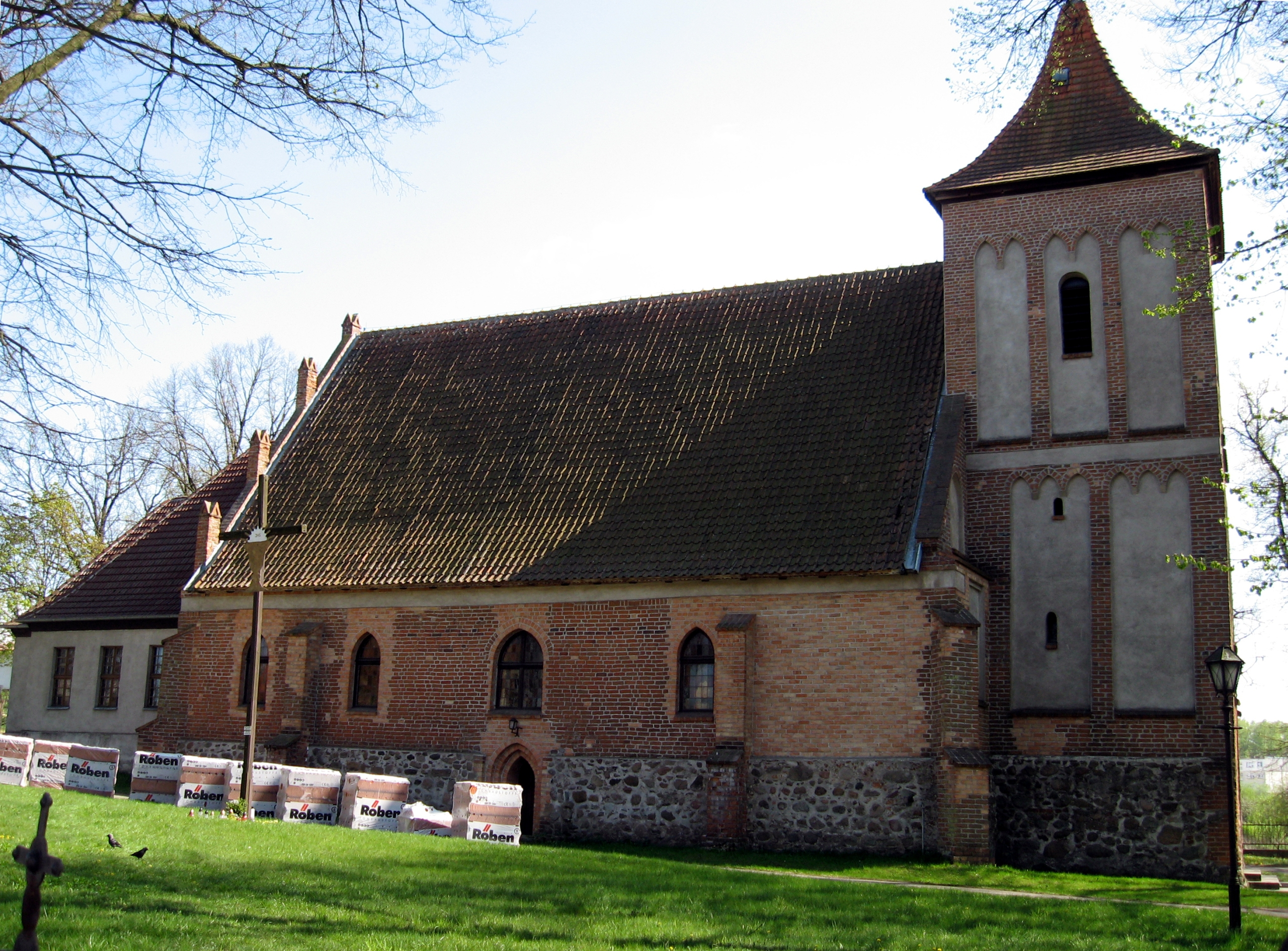
Kościół – widok od strony północnej

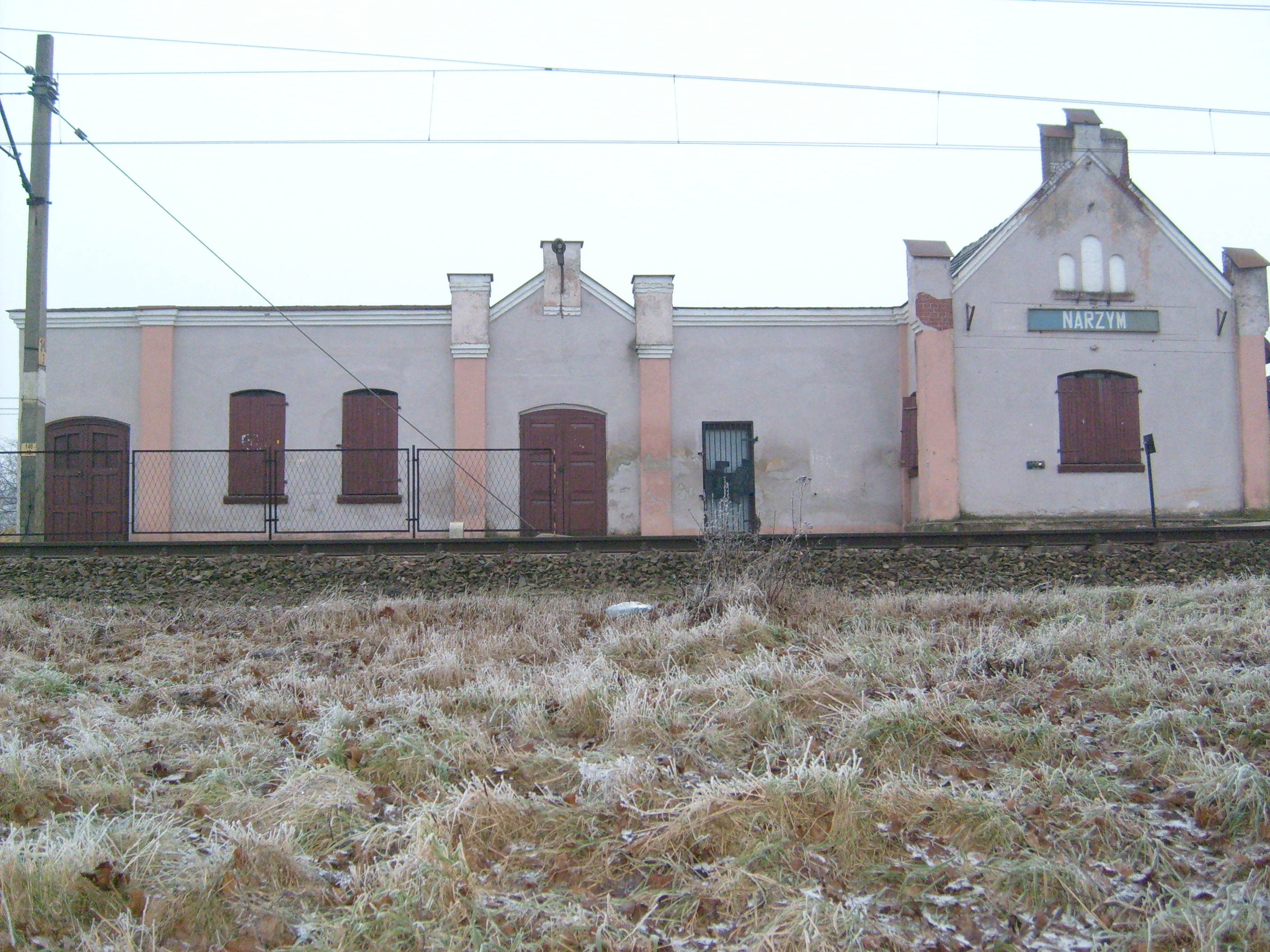
Rozebrany budynek dworca kolejowego

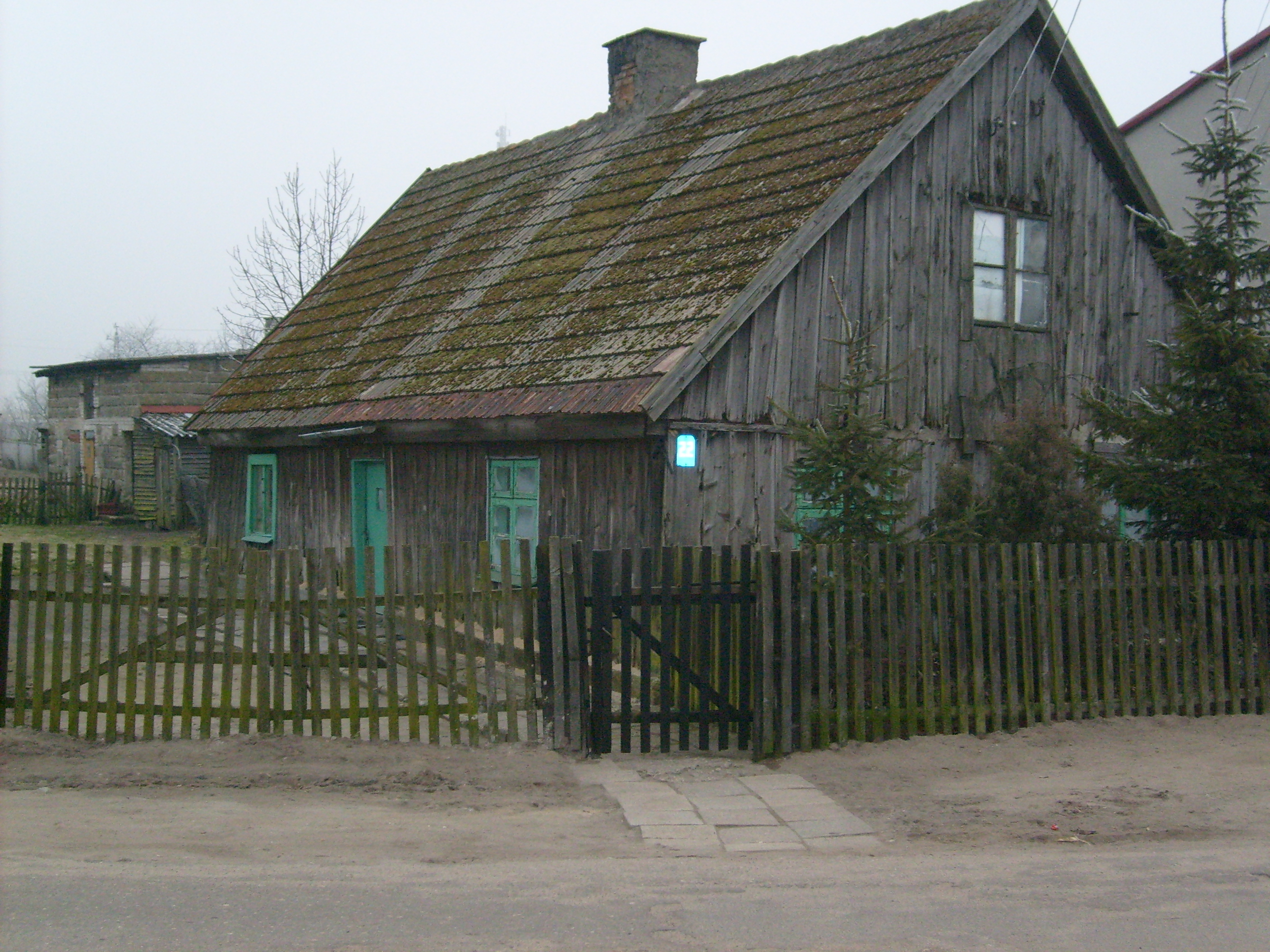
Mazurska chata przy ul. Dworcowej

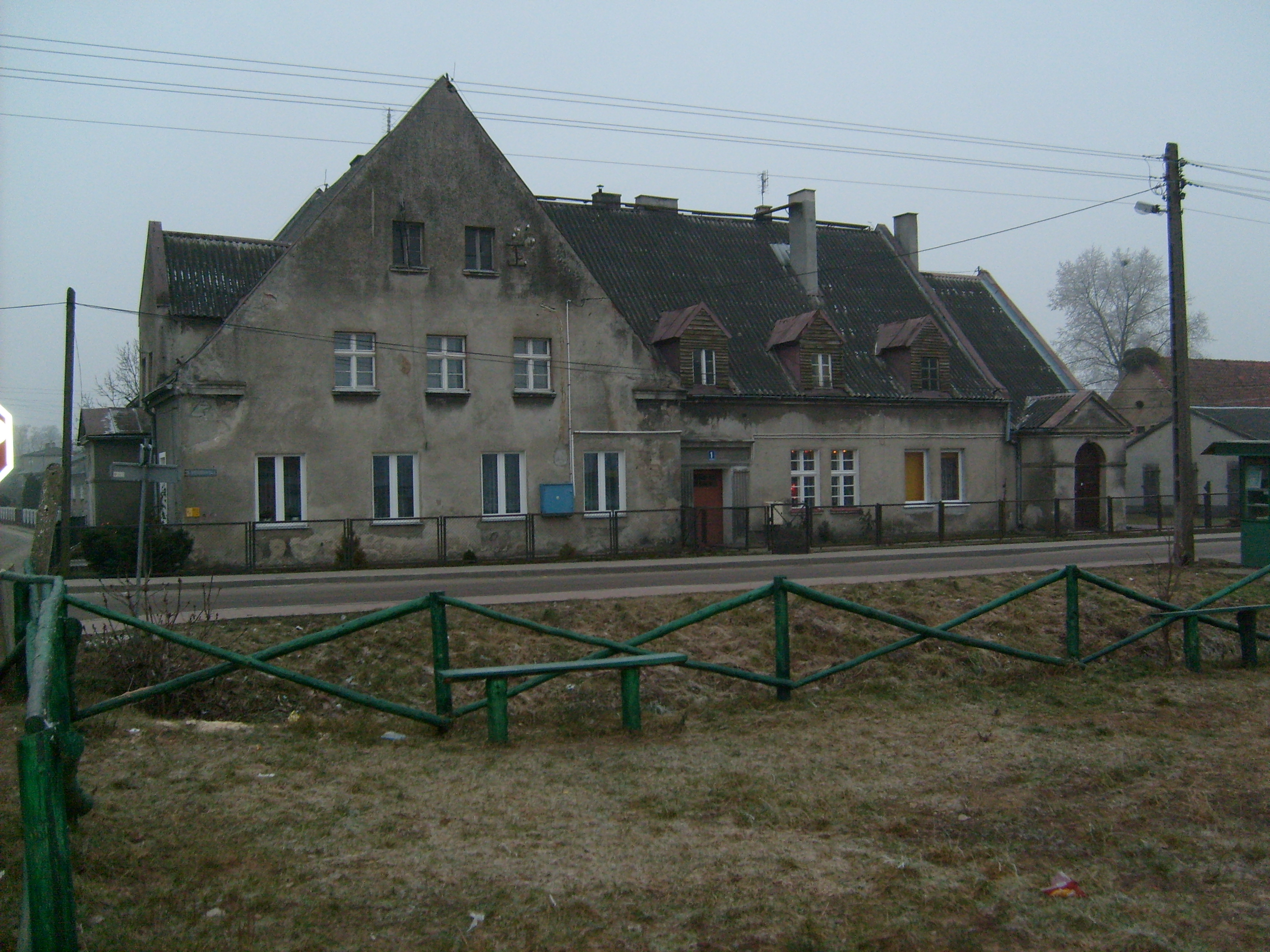
Budynek dawnej siedziby urzędu stanu cywilnego w czasach wojny siedziba Gestapo, po wojnie Przedszkole do roku 1995, obecnie budynek w pełni mieszkalny

Narzym (niem. Wildenau) – wieś w Polsce położona na Wzniesieniach Mławskich, w województwie warmińsko-mazurskim, w powiecie działdowskim, w gminie Iłowo-Osada. Miejscowość leży przy linii kolejowej E 65 należącej do IV Europejskiego Korytarza Transportowego (Baltic-Adriatic Corridor) łączącego państwa nadbałtyckie z krajami położonymi nad Morzem Adriatyckim i na Bałkanach.

## Historia
Teren wsi zamieszkany był pierwotnie przez pruskie plemię Sasinów. Tereny te należące do Książąt Mazowieckich weszły w skład ziem Zawkrza zastawionych Krzyżakom przez księcia Siemowita IV w latach 1384–1399. Następnie wróciły one do Mazowsza. Gniazdo polskiego rodu rycerskiego Dołęgów-Narzymskich, którzy posiadali tu zamek i centrum swych dóbr ziemskich. Przywilej lokacyjny pochodzi z 1384 r., kiedy to wielki mistrz nadał rycerzowi Mieczysławowi (Menczelinus, Menzel) von Wildenau i jego braciom (Hankowi, Guntrowi i Janowi) w 1371 roku 40 włók, a w 1384 roku jeszcze 60 włók ziemi, między Kisinami a granicą mazowiecką. Mieczysławowi przypadło z tego 40, pozostałym braciom po 20 włók. Każdy z nich był zobowiązany do wystawienia na swój koszt jednej służby rycerskiej. Właściciele wsi wznieśli nad strumieniem przepływającym przez Narzym wieżę obronną (stołp). Stanowisko znajdowało się pierwotnie na płaskiej wyspie na stawie, W czasie badań okazało się, że pierwotnie był to „stożkowaty” nasyp, na którym wybudowano murowaną potężną wieżę o średnicy 8–10 m, obok której znajdowały się drewniane zabudowania pomocnicze. Badania dendrochronologiczne pozwoliły datować zabudowę na początek 2. połowy XIV wieku. Tego typu obiekt w tym czasie uznać trzeba za zamkowy, nawiązujący być może do realizacji nadreńskich. Na terenie państwa zakonnego jest to, jak do tej pory, jedyny odnaleziony prywatny zamek. Na przełomie XV/XVI wieku, po zmianie właściciela, kopiec splantowano i poszerzono, a następnie wybudowano kamienno-ceglany zamek. Było to czworoboczne założenie z dwiema flankującymi kwadratowymi wieżami. Obok znajdował się późniejszy dworek właścicieli majątku.
Przed budową kolei Narzym był głównym centrum edukacyjno-kulturalnym na tych terenach, powstała pierwsza szkoła, mieściły się tu siedziby Obwodowego Inspektoratu Szkolnego, jak i również Stacji Nauczania Wędrownego Religii Katolickiej.
W drugiej połowie XIX wieku właścicielem dóbr narzymskich był niejaki Teodor Heinrich.
Narzym został włączony do Polski w 1920 r. na mocy postanowień traktatu wersalskiego.
W latach 1954–1971 wieś należała i była siedzibą władz gromady Narzym, po jej zniesieniu w gromadzie Działdowo. W latach 1975–1998 miejscowość administracyjnie należała do województwa ciechanowskiego.

## Nazwa
Pierwotna nazwa wsi Menztzelsdorf pochodzi od imienia jej właściciela Mieczysława. Dzisiejsza nazwa Narzym pojawiła się w XV wieku i używana była powszechnie w księgach czynszowych. Nazwa ta jest, prawdopodobnie, tworem znacznie wcześniejszym, gdyż już podczas procesu w sporze granicznym między Zakonem a królem Polski w Budzie używana jest przy opisach konfliktów granicznych (1410–1413). Według legendy jej geneza wywodzi się od narzynania znaków na drzewach, co znajduje potwierdzenie w badaniach prowadzonych nad tutejszym pograniczem przez prof. Elżbietę Kowalczyk-Heyman. Krzyżacy przy wytyczaniu granicy, tam gdzie brak było naturalnej linii limitacyjnej (np. rzeki), stosowali inne znaki, a w tym nacięcia na pniach drzew w terenach zalesionych. W związku z tym można z tego wyprowadzić wniosek, że Menzel von Wildenau, który był specjalistą od wytyczania granic zastosował takie nacięcia na drzewach (prawdopodobnie krzyże) wzdłuż swojej południowej granicy, która była jednocześnie granicą państwa zakonnego z Mazowszem. Ponieważ cały ówczesny teren wokół siedziby Mieczysława był zalesiony narznięcia na pniach drzew znajdowały się wokół jego dóbr. Tak oznakowaną siedzibę Menzla poczęto nazywać "Narzynem". Do dziś ludność zamieszkująca w miejscowościach leżących na południe od Narzymia określa tę wieś jako "Narzyn".

## Zabytki
- kościół parafialny z początku XV wieku, w którym nadal sprawowane są nabożeństwa. Niewielka ceglana świątynia z wieżą od zachodu posadowiona jest na masywnym kamiennym fundamencie. Od wschodu przylega do niej zakrystia z początku XX wieku. Na wieży kościelnej do dziś można znaleźć ślady wizyty Armii Czerwonej. Zabytkowe wyposażenie wnętrza świątyni zostało niemal w całości zniszczone przez katolików (kościół od XVI wieku do 1945 roku należał do protestantów). Zachowała się jedynie gotycka skarbonka oraz kamienna chrzcielnica, mająca według kroniki kościelnej pochodzić z lat 1225–1230. Kościół parafialny obecnie jest pod wezwaniem Św. Jana Chrzciciela.
 Na ścianach zewnętrznych można zobaczyć koliste otwory w cegłach. Powstały one przez mozolne „wiercenie” palcami przez wiernych. Był to specyficzny rodzaj odprawiania pokuty, mający swe korzenie jeszcze w średniowieczu.
- Wokół kościoła rozciągał się kiedyś cmentarz (dziś wszystkie nagrobki spoczywają razem z dawnym wyposażeniem kościoła w pobliskim bagnie). Pod powierzchnią cmentarza niemieccy archeolodzy odkryli przed I-szą wojną światową średniowieczny piec do wypalania cegły, służący najprawdopodobniej podczas budowy kościoła.
- zabudowania dawnego majątku (własność prywatna)
- zabytkowy budynek dawnej szkoły
- chata mazurska przy ul. Dworcowej
- Zamczysko - miejsce po rycerskim zamku z XIV wieku

W planach wsi jest utworzenie w Narzymiu skansenu archeologicznego, gdyż przeciętny turysta obecnie niewiele może zobaczyć.

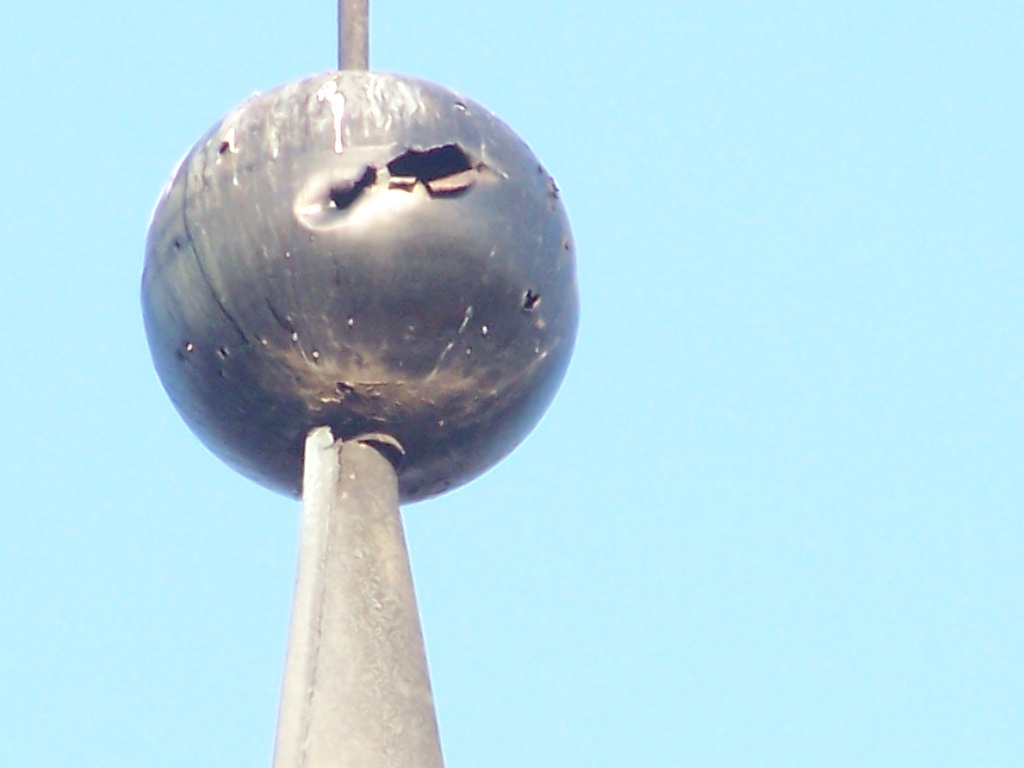
Iglica wieży kościelnej z licznymi przestrzelinami

## Osoby związane z Narzymiem
Z Narzymiem jest związany ród Narzymskich, herbu Dołęga, którego członkowie pełnili ważne funkcje polityczne, społeczne, gospodarcze oraz kulturalne na szczeblu regionalnym, jak i ogólnokrajowym:
- Mikołaj Narzymski – kasztelan sierpecki (jego żona – Katarzyna, była rodzoną siostrą św. Stanisława Kostki).
- Jan Narzymski – kasztelan zakroczymski.
- Tomasz Narzymski – kasztelan płocki.
- Mikołaj Narzymski – w roku 1626 był on posłem na sejm.
- Krzysztof Narzymski – chorąży ciechanowski.
- Mikołaj Narzymski – chorąży płocki od 1668 do 1678.

Inni:
- Andrzej Concius – urodził się w 1626 roku w Narzymiu w rodzinie tutejszego pastora Jakoba Conciusa. Naukę rozpoczął w szkole kościelnej w Narzymiu, którą prowadził jego ojciec. Następnie ukończył szkołę miejską w Działdowie i studiował na Uniwersytetach w Królewcu, Wittenberdze i Holandii. Opublikował kilka prac z zakresu matematyki, astronomii, przyrody oraz filozofii. Wykładał matematykę na Uniwersytecie Królewieckim, a od roku 1664 był rektorem i profesorem tej uczelni. Był ewangelickim duchownym i zwierzchnikiem szkół kościelnych. Zmarł w 1682 roku.
- Samuel Daniel Paulini – pastor narzymski, pełnił on również urząd Obwodowego Inspektora Szkolnego.
- Jan Krengelewski (ur. 6 stycznia 1884 w Narzymiu, zm. 7 marca 1941 w Dachau) – polski działacz robotniczy, poseł na Sejm RP (1938–1939).
- Ernest Kościński (ur. 1914 w Narzymiu, zm. we wrześniu 1939 pod Modlinem) – folklorysta polski, poeta, nauczyciel, działacz działdowskiego Związku Mazurów. Pogrzebany na cmentarzu parafialnym w Narzymiu, gdzie spoczywa w nieoznakowanej mogile. W uznaniu jego zasług nazwano jedną z ulic w Olsztynie jego imieniem.
- Wojciech Olszewski ur. 1908 r. w Pierławkach k. Działdowa, nauczyciel Publicznej Szkoły Powszechnej stopnia III im. Marszałka Józefa Piłsudskiego w Narzymiu, działacz Związku Mazurów w Działdowie, referent prasowy Stowarzyszenia OSP Narzym, folklorysta. We wrześniu 1939 r. był dowódcą placówki bojowej w Kisinach wchodzącej w skład I Mazurskiego Baonu Obrony Narodowej "Mazury
- Karol Gozdawa - Godlewski ur. 3 lipca 1921 r. w Narzymiu, syn hrabianki Fabiany Hutten - Czapskiej, córki byłego carskiego prezydenta Mińska oraz kapitana WP Józefa Gozdawy - Godlewskiego.Karol Godlewski w czasie II wojny światowej emigrował do Francji, potem Anglii. Po zdobyciu wykształcenia na renomowanych uczelniach we Francji i Wielkiej Brytanii emigrował do Kanady, gdzie awansował na dyrektora technicznego w koncernie Massey – Fergusson. Zmarł 8.04.2008 r. w Kingston (Kanada) i został pogrzebany na tamtejszym cmentarzu. Jego siostrą jest Izabela Godlewska de Aranda, żona hiszpańskiego dyplomaty, znana malarka i rzeźbiarka.

## Czasy współczesne
Od początku lat 90. w miejscowości zaczęto modernizować i budować infrastrukturę. Narzym jest w pełni objęty siecią gazową, wodociągową, kanalizacyjną, telekomunikacyjną w pełnym zakresie, dostępny jest internet oferowany siecią kablową i radiową. Stan dróg dojazdowych jak i w samej miejscowości uważany jest jako dobry.
Funkcje miejscowości
- Miejscowość jest siedzibą Leśnictwa Narzym (podległego Nadleśnictwu Dwukoły).
- Miejscowość jest siedzibą Sołectwa Narzym.
- Miejscowość jest siedzibą Parafii Narzym

Ochrona zdrowia
- Zakład Opieki Zdrowotnej w Narzymiu

Edukacja
- Szkoła Podstawowa im. Karola Małłka
- Przedszkole Gminne
- Biblioteka Publiczna
- Świetlica Socjoterapeutyczna

Kultura, sport i rekreacja
- W Narzymiu corocznie organizowane są Ogólnopolskie Masowe Biegi Przełajowe im. Henryka Szordykowskiego, które były zaliczane do punktacji Grand Prix Polskiego Związku Lekkiej Atletyki
- Pełnowymiarowa Hala Sportowa, gdzie organizowane są imprezy z możliwością zakwaterowania i pełnego wyżywienia.
- Stadion Sportowy do piłki nożnej
- Kompleks boisk Orlik 2012
- Plac zabaw wraz z ogródkiem jordanowskim, boiskiem do koszykówki i piłki plażowej
- Klub Sportowy Iskra Narzym, grający w A klasie województwa warmińsko-mazurskiego
- Ochotnicza Straż Pożarna w Narzymiu
- Świetlica Wiejska

Zakłady pracy
- Zakład produkujący trumny "Drewan"
- Firma przewozowo-usługowa (sprzedaż węgla)
- Duża ok. 2000 hektarowa ferma rolna
- Ferma drobiarska

Inne
- Agencja Pocztowa
- Przystanek PKP

## Demografia
Dane z 10 listopada 2011
| Opis      | Ogółem | Ogółem | Kobiety | Kobiety | Mężczyźni | Mężczyźni |
| --------- | ------ | ------ | ------- | ------- | --------- | --------- |
| jednostka | osób   | %      | osób    | %       | osób      | %         |
| populacja | 1684   | 100    | 868     | 51      | 816       | 49        |

## Komunikacja
- Narzym posiada bezpośrednie połączenie kolejowe (PKP):
  - Narzym – Działdowo
  - Narzym – Mława
  - Narzym – Ciechanów
  - Narzym – Nasielsk
  - Narzym – Legionowo
  - Narzym – Modlin
  - Narzym – Warszawa
- Narzym posiada bezpośrednie połączenia autobusowe (PKS):
  - Narzym – Iłowo-Osada
  - Narzym – Działdowo
  - Narzym – Mława